# 宏願開放大學
宏願開放大學 （英語： Wawasan Open University，縮寫 WOU）是馬來西亞一所以遠程教育為專業的私立開放大學。 
大學的目標是保持最高的教育標準，並已通過馬來西亞教育部在本地大學排名的活動中達到了第五級，或“優秀”等級。大學所有課程都是由馬來西亞學術資格鑑定機構認證，並獲得教育部批准。

## 校長兼首席執行官
2012年10月1日拿督何桑才教授成為宏願開放大學第三任校長兼首席執行官。

## 大學校監
2013年12月7日，前馬來西亞首席大法官敦‧穆罕默德‧賽丁‧阿伯杜拉正式就任為宏願開放大學第三任校監。

## 教學單位
大學有四所學院及兩所中心:
- 科技學院
- 教育，語文及傳播學院
- 工商管理學院
- 基礎及通識教育學院
- 研究生中心
- 專業發展進修中心

## 姐妹校

### 亚洲
- 马来西亚
  - 拉曼大学

## 外部連結
- Wawasan Open University Official Website（页面存档备份，存于）